# Airco DH.11
L'Airco DH.11 Oxford est un bombardier biplan bimoteur britannique.

## Origine
Dernier appareil dessiné par Geoffrey de Havilland pour Airco, ce bombardier moyen de jour devait succéder au DH.10 avec une motorisation imposée par le War Office. Le moteur ABC Dragonfly promettait en effet des performances intéressantes et des quantités très importantes avaient été commandées par la RAF, qui souhaitait standardiser l’utilisation de ce moteur 9 cylindres en étoile sur ses futurs appareils. L’Oxford se présentait comme un biplan construit entièrement en bois, avec un profond fuselage occupant tout l’entreplan, ce qui assurait un excellent champ de tir aux mitrailleurs situés à l’avant et au centre du fuselage. 
Le premier des trois prototypes commandés prit l’air en janvier 1919 avec 2 Dragonfly de 320 ch. Cet appareil se révéla difficile à piloter mais aussi, et surtout, le moteur ABC ne tenait pas ses promesses : La puissance réelle était sensiblement inférieure à celle annoncée et des vibrations excessives étaient produites par un moteur qui était rapidement sujet à surchauffe donc à panne. La guerre étant terminée la RAF renonça à remplacer ses DH.10 et les deux derniers prototypes furent annulés, tout comme les projets de nouvelles versions.

## Les versions
- DH.11 Oxford Mk I : 1 prototype, moteurs ABC Dragonfly de 320 ch.
- DH.11 Oxford Mk II : Projet non réalisé avec moteurs Siddeley Puma.
- De Havilland DH.12 : Projet non réalisé avec moteurs Dragonfly, emplacement des mitrailleurs modifiés.